# Nina Hagen Band/Diskografie
Diese Diskografie ist eine Übersicht über die musikalischen Werke der deutschen Punkband Nina Hagen Band. Den Schallplattenauszeichnungen zufolge verkaufte die Band bisher mehr als 850.000 Tonträger. Die erfolgreichste Veröffentlichung ist das zweite Studioalbum Unbehagen mit über 450.000 verkauften Einheiten.

## Alben

### Studioalben
| Jahr | Titel Musiklabel                   | Höchstplatzierung, Gesamtwochen/‑monate, AuszeichnungChartplatzierungen (Jahr, Titel, Musiklabel, Platzierungen, Wochen/Monate, Auszeichnungen, Anmerkungen) | Höchstplatzierung, Gesamtwochen/‑monate, AuszeichnungChartplatzierungen (Jahr, Titel, Musiklabel, Platzierungen, Wochen/Monate, Auszeichnungen, Anmerkungen) | Höchstplatzierung, Gesamtwochen/‑monate, AuszeichnungChartplatzierungen (Jahr, Titel, Musiklabel, Platzierungen, Wochen/Monate, Auszeichnungen, Anmerkungen) | Höchstplatzierung, Gesamtwochen/‑monate, AuszeichnungChartplatzierungen (Jahr, Titel, Musiklabel, Platzierungen, Wochen/Monate, Auszeichnungen, Anmerkungen) | Anmerkungen                                                |
| Jahr | Titel Musiklabel                   | DE | AT | CH | NL | Anmerkungen                                                |
| ---- | ---------------------------------- | --- | --- | --- | --- | ---------------------------------------------------------- |
| 1978 | Nina Hagen Band CBS Records (Sony) | DE11 Gold · (46 Wo.)DE | AT24 (1 Mt.)AT | — | NL7 Gold · (24 Wo.)NL | Erstveröffentlichung: 31. August 1978 Verkäufe: + 400.000  |
| 1980 | Unbehagen CBS Records (Sony)       | DE2 Gold · (38 Wo.)DE | AT9 (3½ Mt.)AT | — | NL19 (5 Wo.)NL | Erstveröffentlichung: 25. Februar 1980 Verkäufe: + 450.000 |

grau schraffiert: keine Chartdaten aus diesem Jahr verfügbar

Unbehagen Frontcover

### EPs
| Jahr | Titel Musiklabel                   | Anmerkungen                        |
| ---- | ---------------------------------- | ---------------------------------- |
| 1980 | Nina Hagen Band CBS Records (Sony) | Erstveröffentlichung: Oktober 1980 |

## Singles
| Jahr | Titel Album                              | Anmerkungen                                                                          |
| ---- | ---------------------------------------- | ------------------------------------------------------------------------------------ |
| 1978 | TV-Glotzer Nina Hagen Band               | Erstveröffentlichung: 1978 Original: The Tubes – White Punks on Dope                 |
| 1978 | Auf’m Bahnhof Zoo Nina Hagen Band        | Erstveröffentlichung: 1978                                                           |
| 1979 | Naturträne Nina Hagen Band               | Erstveröffentlichung: 6. Januar 1979                                                 |
| 1979 | Unbeschreiblich weiblich Nina Hagen Band | Erstveröffentlichung: 10. Februar 1979                                               |
| 1980 | African Reggae Unbehagen                 | Erstveröffentlichung: 29. Februar 1980                                               |
| 1980 | Herrmann hieß er Unbehagen               | Erstveröffentlichung: 1. März 1980                                                   |
| 1980 | Auf’m Rummel Unbehagen                   | Erstveröffentlichung: Juli 1980                                                      |
| 1980 | My Way a In Ekstase                      | Erstveröffentlichung: 21. November 1980 Original: Claude François – Comme d’habitude |

## Musikvideos
| Jahr | Titel            | Regie |
| ---- | ---------------- | ----- |
| 1980 | African Reggae   |       |
| 1980 | Herrmann hieß er |       |

## Sonderveröffentlichungen

### Alben
| Jahr | Titel Musiklabel                                       | Anmerkungen                         |
| ---- | ------------------------------------------------------ | ----------------------------------- |
| 1988 | Nina Hagen Band / Unbehagen CBS Records (Sony)         | Erstveröffentlichung: 11. Juli 1988 |
| 1991 | NunSexMonkRock / Nina Hagen Band EP CBS Records (Sony) | Erstveröffentlichung: 1991          |

| Jahr | Titel Musiklabel                                | Anmerkungen                                                                    |
| ---- | ----------------------------------------------- | ------------------------------------------------------------------------------ |
| 2012 | Original Album Classics Columbia Records (Sony) | Erstveröffentlichung: 17. Januar 2012 Teil der „Original-Album-Classics“-Reihe |

### Lieder
| Jahr | Titel Album       | Anmerkungen                    |
| ---- | ----------------- | ------------------------------ |
| 1985 | My Way In Ekstase | Erstveröffentlichung: Mai 1985 |

| Jahr | Titel Soundtrack zu                | Anmerkungen                |
| ---- | ---------------------------------- | -------------------------- |
| 1984 | African Reggae L’année des méduses | Erstveröffentlichung: 1984 |
| 2006 | Naturträne Wild Romance            | Erstveröffentlichung: 2006 |

### Videoalben
| Jahr | Titel Musiklabel                    | Anmerkungen                                                        |
| ---- | ----------------------------------- | ------------------------------------------------------------------ |
| 2012 | Live @ Rockpalast Sony Music (Sony) | Erstveröffentlichung: 9. November 2012 Teil der „Rockpalast“-Reihe |

## Statistik

### Chartauswertung
|                     | DE    | AT    | CH    | NL    |
| ------------------- | ----- | ----- | ----- | ----- |
| Nummer-eins-Alben   | DE—DE | AT—AT | CH—CH | NL—NL |
| Top-10-Alben        | DE1DE | AT1AT | CH—CH | NL1NL |
| Alben in den Charts | DE2DE | AT2AT | CH—CH | NL2NL |

### Auszeichnungen für Musikverkäufe
| Goldene Schallplatte - Frankreich - 1982: für das Album Nina Hagen Band | 2× Goldene Schallplatte - Frankreich - 1995: für das Album Unbehagen |

Anmerkung: Auszeichnungen in Ländern aus den Charttabellen bzw. Chartboxen sind in ebendiesen zu finden.
| Land/RegionAuszeichnungen für Musikverkäufe (Land/Region, Auszeichnungen, Verkäufe, Quellen) | Gold     | Platin | Verkäufe | Quellen           |
| -------------------------------------------------------------------------------------------- | -------- | ------ | -------- | ----------------- |
| Deutschland (BVMI)                                                                           | 2× Gold2 | —      | 500.000  | musikindustrie.de |
| Frankreich (SNEP)                                                                            | 3× Gold3 | —      | 300.000  | infodisc.fr       |
| Niederlande (NVPI)                                                                           | Gold1    | —      | 50.000   | nvpi.nl           |
| Insgesamt                                                                                    | 6× Gold6 | —      |          |                   |